# Miss Bolivia (cantante)
María Paz Ferreyra (Buenos Aires, 1 de abril de 1976), conocida como Miss Bolivia, es una cantante, compositora, psicóloga, productora y DJ argentina, que fusiona estilos como la cumbia, hip hop, dance, cumbia villera y reggae. En su obra, las letras se caracterizan por contenidos de protesta.

## Biografía
Nació en la ciudad de Buenos Aires. Antes de abocarse al mundo de la música, estudió psicología en la Universidad de Buenos Aires (UBA). Si bien tenía un buen pasar económico, dejó de ejercer su profesión y comenzó a escribir canciones. Su apodo, "Miss Bolivia", lo obtiene en homenaje a la calle en que vivía desde muy joven, llamada Bolivia, en el barrio de Villa del Parque.
Ferreyra es abiertamente bisexual, está fuertemente vinculada al activismo de los Derechos Humanos. También está a favor de la legalización de la marihuana, del aborto y a la lucha mapuche con objetivos de recuperar los territorios de aquellos pueblos originarios.

## Carrera

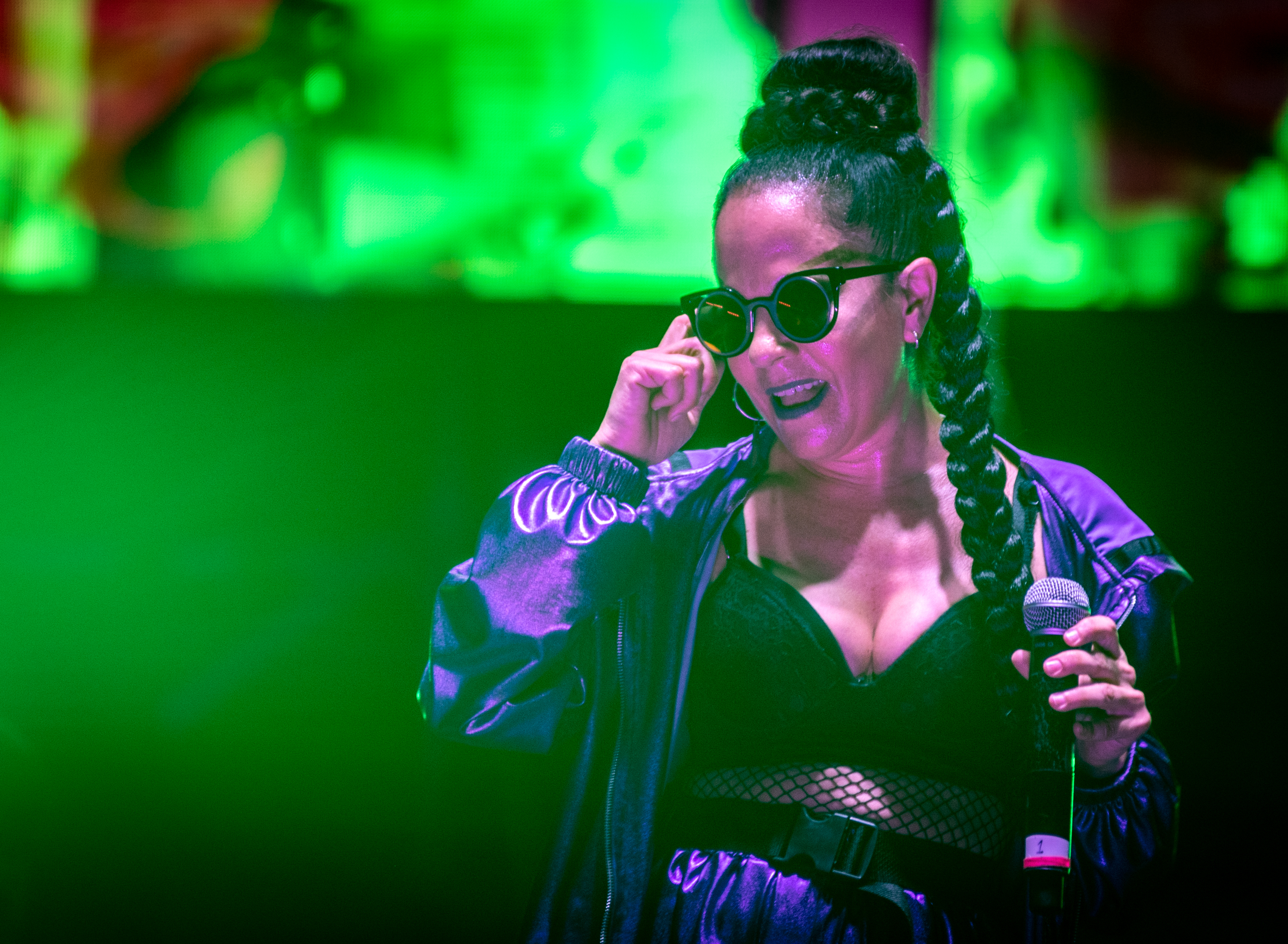
Miss Bolivia en marzo de 2020 en Villa Martenilli.

Ferreyra comenzó su carrera artística a comienzos de 2008. En el año 2011, después de haber lanzado un EP "pirata", edita su primer material discográfico de estudio, titulado Alhaja, y realiza presentaciones en toda la Argentina, Europa y Latinoamérica. De este material sobresalen los éxitos «Jalame la tanga» y «Alta yama».
En octubre del 2013, lanza su segunda producción discográfica bajo el nombre Miau, que contiene doce canciones y fue editado por el sello Sony Music. De este disco salió como corte de difusión «Tomate el palo», a dúo con el cantautor Leo García, que rápidamente se convirtió en un éxito de ventas. También participan de este álbum Mimi Maura, Pocho La Pantera, y Shazalakazoo. Durante todo 2014, la cantante realiza presentaciones recorriendo Argentina y visita Uruguay, Brasil y México. También fueron exitosos los sencillos «Tan distintos», «Menea» y «Bien warrior». Además contiene el éxito «Rap para las Madres», que fue incluido en la película de 2015 Focus, con Will Smith.
Con la llegada del 2017, Miss Bolivia lanza su nueva producción llamada Pantera, con 12 nuevas canciones y una versión de Gente Que No de Todos tus muertos. También participan de este álbum Liliana Herrero, Ale Sergi, Hugo Lobo, Andrea Álvarez, Lito Vitale y Matando viejas con un fierro . Durante todo 2017, la cantante realiza presentaciones recorriendo Argentina y visita Uruguay, Brasil y México. De este álbum se destaca la canción Paren de Matarnos que fue utilizado por los colectivos de lucha por los derechos de las mujeres y Haciendo Lio dedicado al futbolista Lionel Messi. Además contiene el éxito «María María», que fue el tema principal en la exitosa tira La Leona, que se emitió por Telefe.
Realizó presentaciones en los escenarios más reconocidos del circuito musical argentino, como el Estadio Luna Park, Niceto Club, Ciudad Cultural Konex y el CC Recoleta, además de participar en festivales como el Quilmes Rock, Ciudad Emergente, Urban Music Fest, BAFICI y Trimarchi DG. En el año 2015 formó parte de la edición argentina del Lollapalooza.

## Discografía
- 2011: Alhaja
- 2013: Miau
- 2017: Pantera

## Aborto legal
El 31 de mayo de 2018 Ferreyra asistió a la decimoquinta jornada de debate por la legalización del Aborto en Argentina en el 15º plenario de comisiones del Congreso de la Nación. Manifestó su posición a favor del aborto declarando que ella abortó en 1996 porque “tenía recursos económicos”, Reconoció que su “aborto exprés en el barrio de Flores” fue “un privilegio de clase”. Mencionó que después cargó equívocamente “la mochila de la culpa” surgida de la clandestinidad y de “la mitología religiosa de corte patriarcal”.